# Ernesto I di Sassonia-Coburgo-Gotha
Ernesto Antonio Carlo Luigi di Sassonia-Coburgo-Saalfeld (Coburgo, 2 gennaio 1784 – Gotha, 29 gennaio 1844) fu duca di Sassonia-Coburgo-Saalfeld, e dal 1826, con il nome di Ernesto I, primo duca di Sassonia-Coburgo-Gotha.

## Biografia

### Infanzia

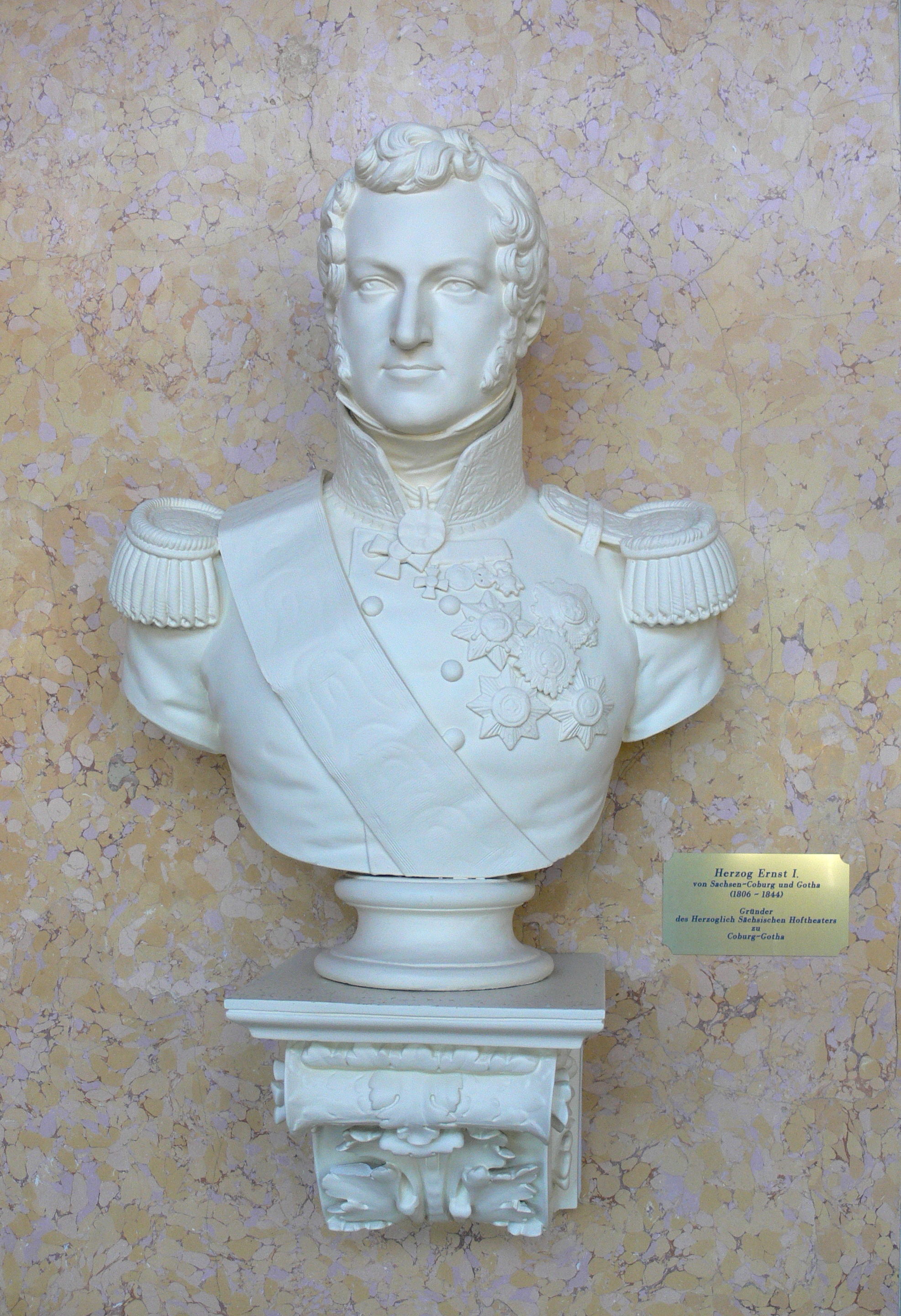
Un busto di Ernesto I al Landestheater di Coburgo

Egli era il figlio maggiore del duca Francesco Federico di Sassonia-Coburgo-Saalfeld e della contessa Augusta di Reuss-Ebersdorf.

### Duca di Sassonia-Coburgo-Saalfeld

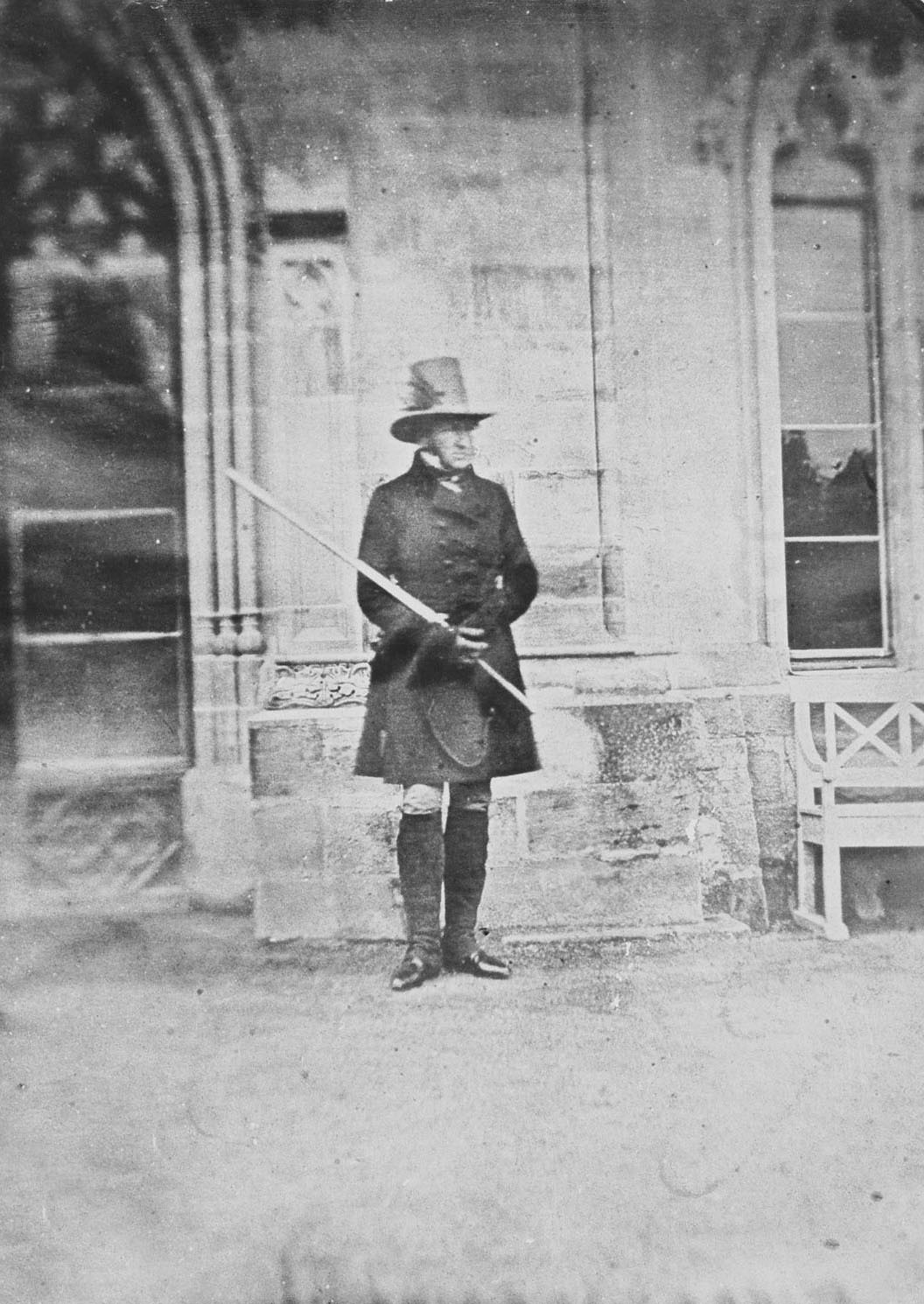
Ernesto, duca di Sassonia-Coburgo-Saalfeld in un dagherrotipo

Il 10 maggio 1803 venne riconosciuto adulto prematuramente in quanto il padre si era gravemente ammalato nella primavera di quell'anno e gli venne chiesto di prendere parte agli affari di stato. Alla morte del padre, nel 1806, egli assunse la reggenza del ducato di Sassonia-Coburgo-Saalfeld come Ernesto III, ma non poté ottenere subito il governo diretto dei propri territori in quanto questi erano occupati dalle truppe napoleoniche e come tali si trovavano sotto amministrazione francese. Solo dopo la pace di Tilsit (1807) il ducato di Sassonia-Coburgo-Saalfeld venne riunito (in un primo momento era stato dissolto) e ritornò a Ernesto. Questo fu possibile per pressione della Russia, dal momento che la sorella di Ernesto, Giuliana aveva sposato il fratello dello zar di Russia.

### Carriera militare

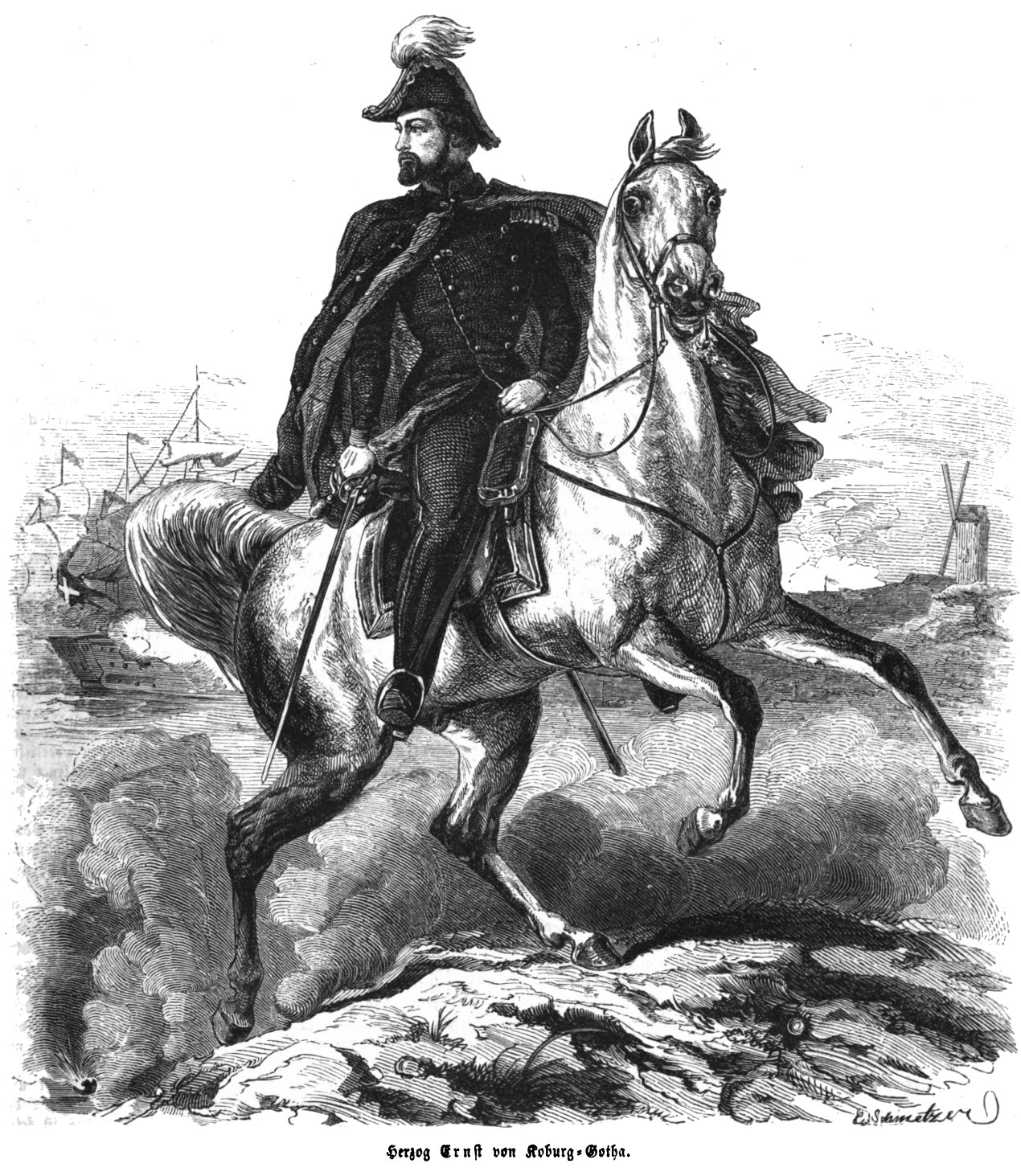
Ernesto di Sassonia-Coburgo-Gotha ritratto a cavallo in uniforme

Ernesto fu un generale prussiano e partecipò alla guerra contro Napoleone. Egli prese parte personalmente alle battaglie di Jena-Auerstadt (1806), Lützen e Lipsia (1813) irrompendo nel 1814 nella fortezza francese di Mainz. Alla sconfitta di Napoleone nella battaglia di Waterloo, il Congresso di Vienna, il 9 giugno 1815, assegnò ad Ernesto un'area totale di 825 km² con 25 000 abitanti attorno ad un capitale, San Wendel. Nel 1819 questa terra prese il nome di principato di Lichtenberg e fu venduta alla Prussia nel 1834.

### Primo matrimonio

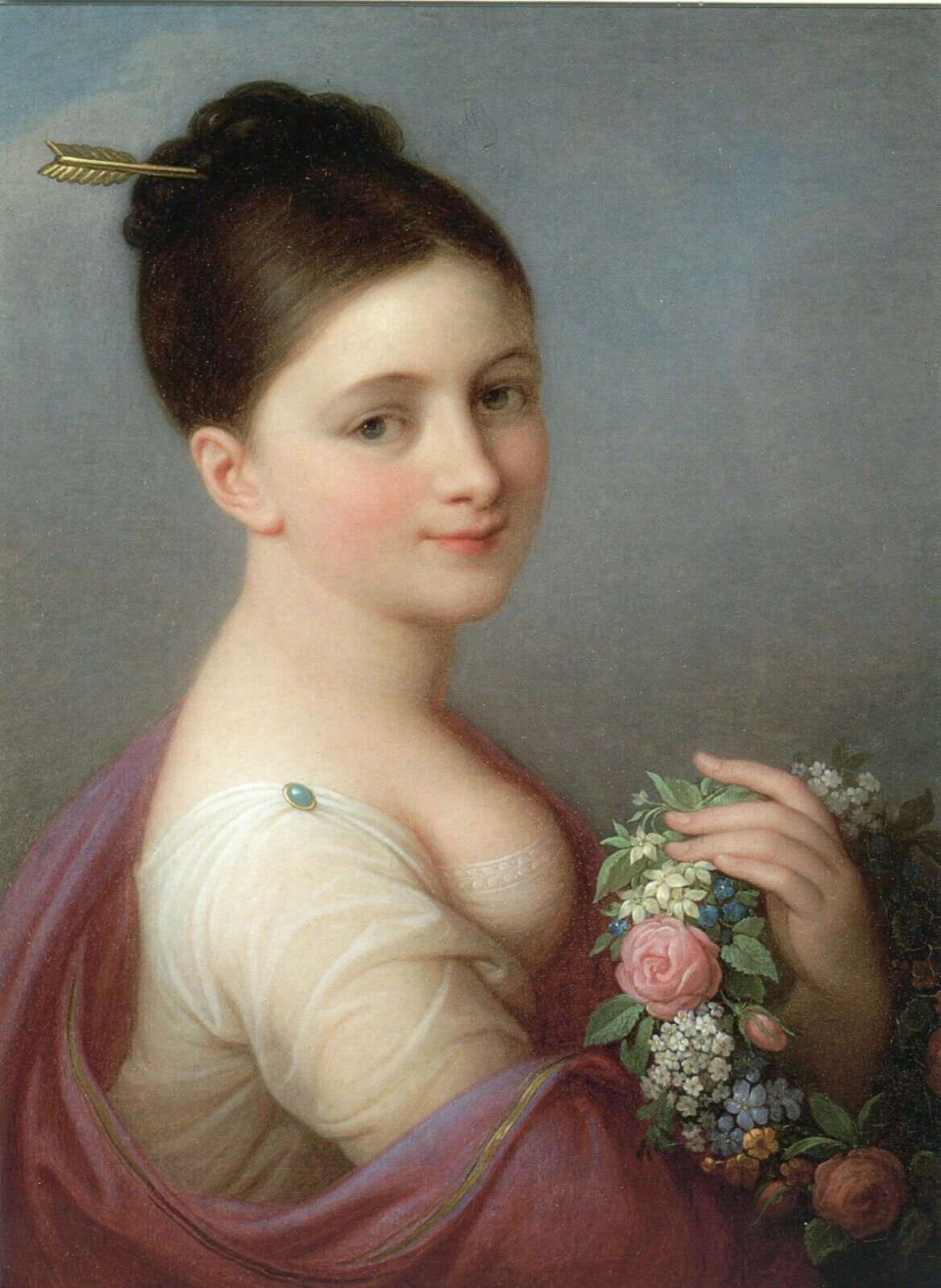
Luisa di Sassonia-Gotha-Altenburg ritratta da Josef Grassi

A Gotha, il 3 luglio 1817, Ernesto sposò Luisa di Sassonia-Gotha-Altenburg, figlia di Augusto di Sassonia-Gotha-Altenburg e di Luisa Carlotta di Meclemburgo-Schwerin (1779-1801), da cui ebbe due figli.
Il matrimonio tra Ernesto e Luisa fu però infelice e culminò in una separazione nel 1824, con un divorzio ufficiale il 31 marzo 1826.

### Secondo matrimonio

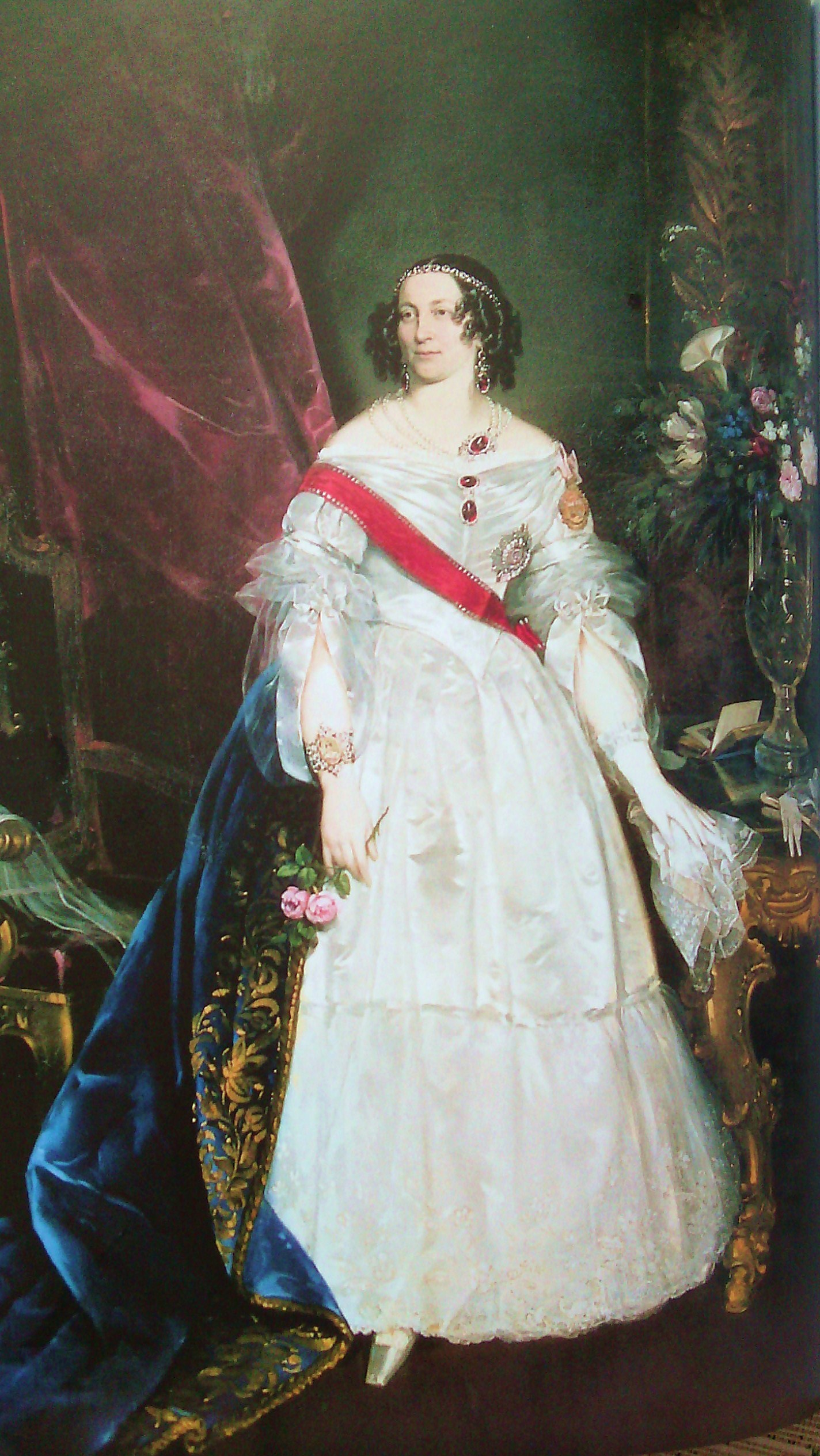
Maria di Württemberg ritratta da Ferdinand von Rayski nel 1839

Ernesto si risposò una seconda volta con la nipote, Maria di Württemberg (17 settembre 1799-24 settembre 1860), figlia di sua sorella Antonietta, a Coburgo, il 23 dicembre 1832. Non ebbero figli.

### Duca di Sassonia-Coburgo-Gotha

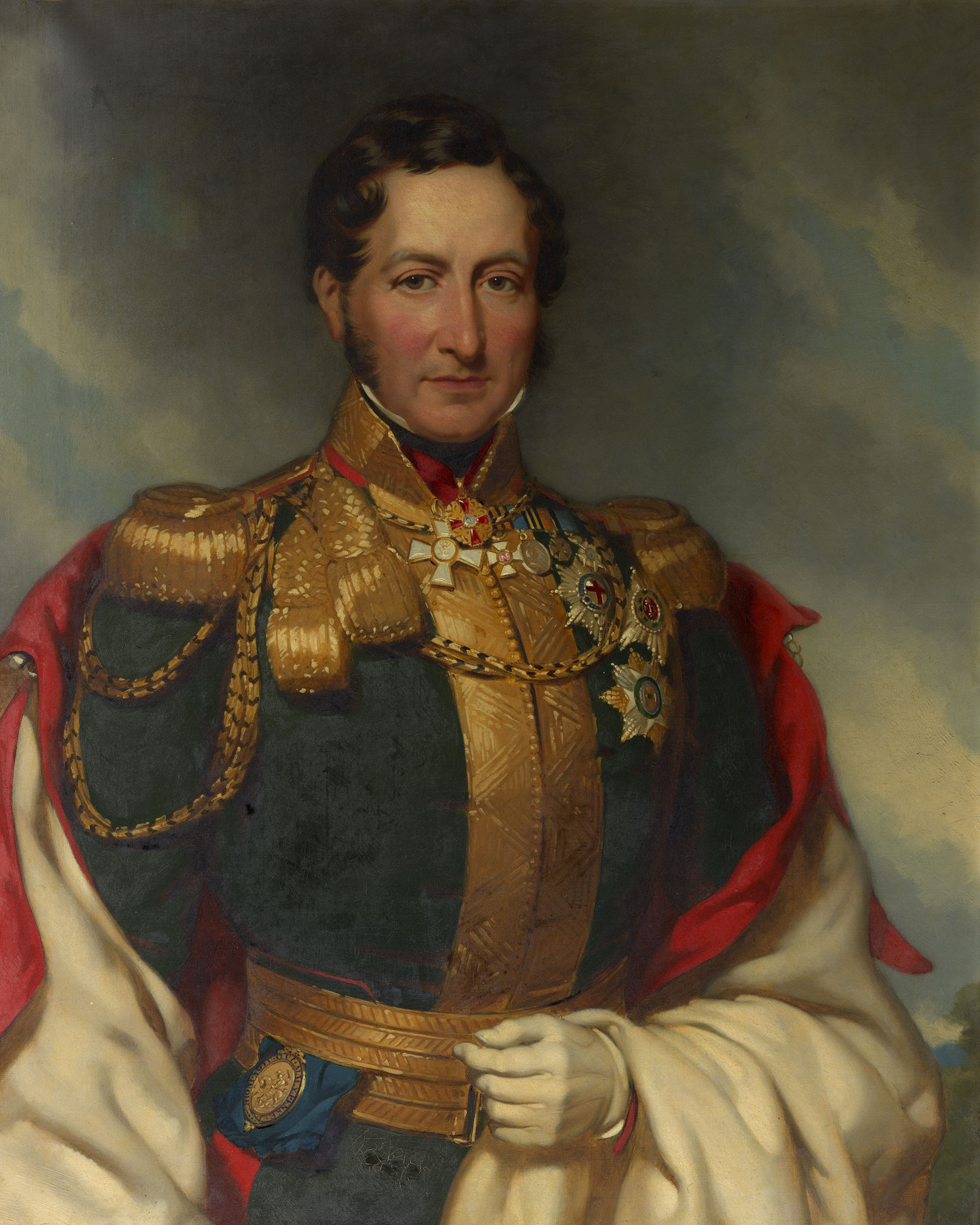
Ernesto, duca di Sassonia-Coburgo-Gotha

La morte dell'ultimo Duca di Sassonia-Gotha-Altenburg 1825, zio della moglie Luisa, stabilì la divisione del territorio tra i suoi eredi. Ernesto a quel tempo stava avviando i processi di separazione dalla moglie e per questo altri rami della famiglia gli obiettarono al fatto che avesse comunque ottenuto Gotha. Essi raggiunsero un compromesso il 12 novembre 1826: Ernesto ricevette il Sassonia-Gotha e cedette Saalfeld ai Sassonia-Meiningen, divenendo quindi Ernesto I di Sassonia-Coburgo-Gotha.

### Morte

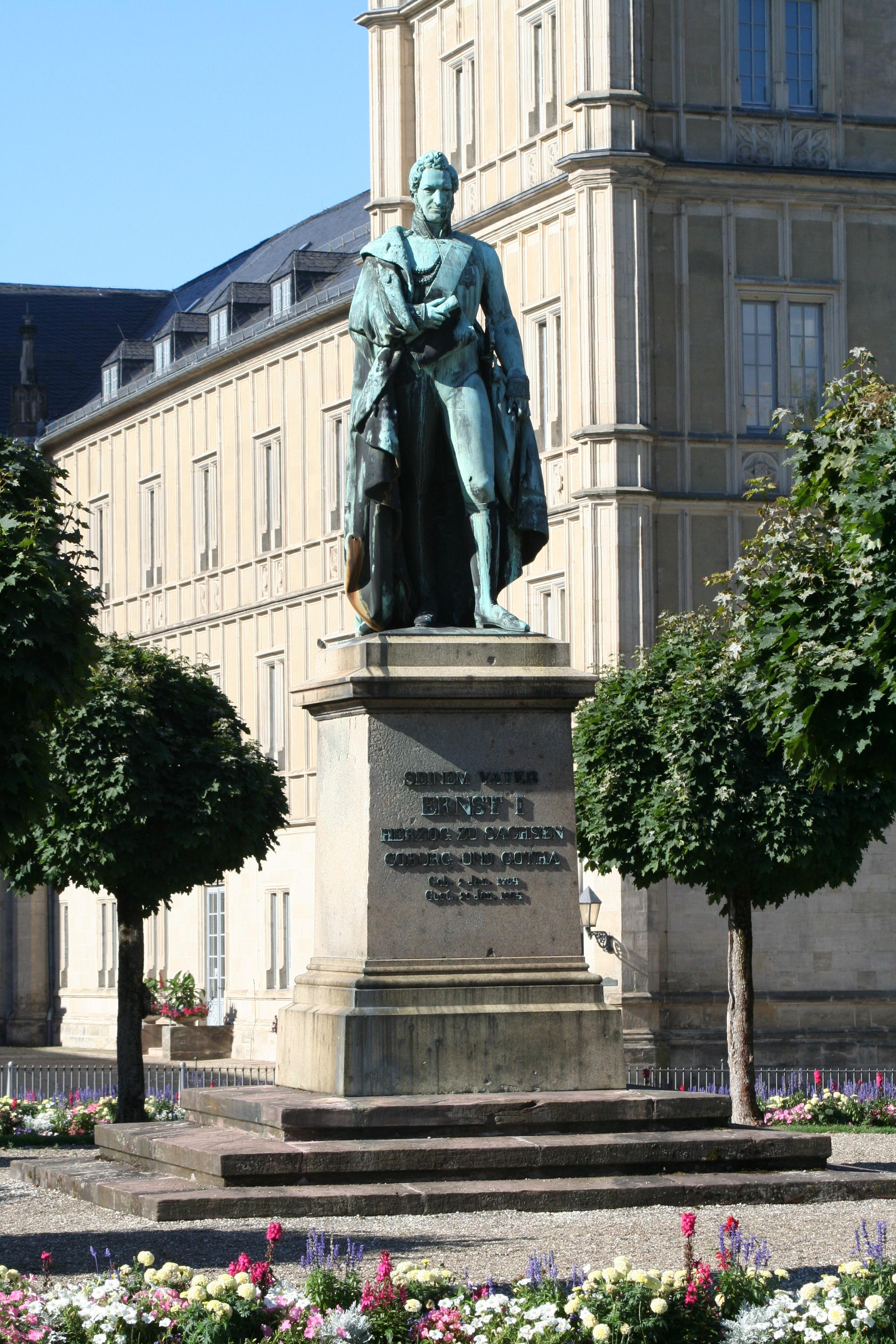
Una statua di Ernesto di Sassonia a Coburgo

Il duca Ernesto morì a Gotha il 29 gennaio 1844.

## Discendenza
Ernesto e Luisa di Sassonia-Gotha-Altenburg ebbero:
- Ernesto Augusto Carlo Giovanni Leopoldo Alessandro Edoardo (1818-1893), sposò Alessandrina di Baden.
- Francesco Alberto Augusto Carlo Emanuele (1819-1861), sposò Vittoria del Regno Unito.

Altri tre figli li ebbe da storie d'amore con Sofia Fermepin de Marteaux e Margherita Braun.

## Ascendenza
|                                                 |                                 |                                             | Genitori                                      |  |  | Nonni |  |  | Bisnonni                                      |  |  | Trisnonni                                     |  |
|                                                 |                                 |                                             |                                               |  |  |       |  |  | Francesco Giosea di Sassonia-Coburgo-Saalfeld |  |  | Giovanni Ernesto di Sassonia-Coburgo-Saalfeld |  |
|                                                 |                                 |                                             |                                               |  |  |       |  |  | Francesco Giosea di Sassonia-Coburgo-Saalfeld |  |  | Giovanni Ernesto di Sassonia-Coburgo-Saalfeld |  |
|                                                 |                                 | Carlotta Giovanna di Waldeck-Wildungen      |                                               |  |  |       |  |  | Francesco Giosea di Sassonia-Coburgo-Saalfeld |  |  |                                               |  |
| Ernesto Federico di Sassonia-Coburgo-Saalfeld   |                                 |                                             |                                               |  |  |       |  |  | Francesco Giosea di Sassonia-Coburgo-Saalfeld |  |  |                                               |  |
|                                                 |                                 | Anna Sofia di Schwarzburg-Rudolstadt        | Luigi Federico I di Schwarzburg-Rudolstadt    |  |  |       |  |  |                                               |  |  |                                               |  |
|                                                 |                                 | Anna Sofia di Schwarzburg-Rudolstadt        | Luigi Federico I di Schwarzburg-Rudolstadt    |  |  |       |  |  |                                               |  |  |                                               |  |
|                                                 |                                 | Anna Sofia di Schwarzburg-Rudolstadt        | Anna Sofia di Sassonia-Gotha-Altenburg        |  |  |       |  |  |                                               |  |  |                                               |  |
| Francesco Federico di Sassonia-Coburgo-Saalfeld |                                 | Anna Sofia di Schwarzburg-Rudolstadt        |                                               |  |  |       |  |  |                                               |  |  |                                               |  |
|                                                 |                                 | Ferdinando Alberto II di Brunswick-Lüneburg | Ferdinando Alberto I di Brunswick-Lüneburg    |  |  |       |  |  |                                               |  |  |                                               |  |
|                                                 |                                 | Ferdinando Alberto II di Brunswick-Lüneburg | Ferdinando Alberto I di Brunswick-Lüneburg    |  |  |       |  |  |                                               |  |  |                                               |  |
|                                                 |                                 | Ferdinando Alberto II di Brunswick-Lüneburg | Cristina d'Assia-Eschwege                     |  |  |       |  |  |                                               |  |  |                                               |  |
| Sofia Antonia di Brunswick-Wolfenbüttel         |                                 | Ferdinando Alberto II di Brunswick-Lüneburg |                                               |  |  |       |  |  |                                               |  |  |                                               |  |
|                                                 |                                 | Antonietta Amalia di Brunswick-Wolfenbüttel | Luigi Rodolfo di Brunswick-Lüneburg           |  |  |       |  |  |                                               |  |  |                                               |  |
|                                                 |                                 | Antonietta Amalia di Brunswick-Wolfenbüttel | Luigi Rodolfo di Brunswick-Lüneburg           |  |  |       |  |  |                                               |  |  |                                               |  |
|                                                 |                                 | Antonietta Amalia di Brunswick-Wolfenbüttel | Cristina Luisa di Oettingen-Oettingen         |  |  |       |  |  |                                               |  |  |                                               |  |
| Ernesto I                                       |                                 | Antonietta Amalia di Brunswick-Wolfenbüttel |                                               |  |  |       |  |  |                                               |  |  |                                               |  |
|                                                 | Enrico XXIII di Reuss-Ebersdorf | Enrico X di Reuss-Lobenstein                |                                               |  |  |       |  |  |                                               |  |  |                                               |  |
|                                                 | Enrico XXIII di Reuss-Ebersdorf | Enrico X di Reuss-Lobenstein                |                                               |  |  |       |  |  |                                               |  |  |                                               |  |
|                                                 | Enrico XXIII di Reuss-Ebersdorf | Erdmuthe Benigna di Solms-Laubach           |                                               |  |  |       |  |  |                                               |  |  |                                               |  |
| Enrico XXIV di Reuss-Ebersdorf                  | Enrico XXIII di Reuss-Ebersdorf |                                             |                                               |  |  |       |  |  |                                               |  |  |                                               |  |
|                                                 |                                 | Sofia Teodora di Castell-Remlingen          | Wolfgang Dietrich di Castell-Castell          |  |  |       |  |  |                                               |  |  |                                               |  |
|                                                 |                                 | Sofia Teodora di Castell-Remlingen          | Wolfgang Dietrich di Castell-Castell          |  |  |       |  |  |                                               |  |  |                                               |  |
|                                                 |                                 | Sofia Teodora di Castell-Remlingen          | Dorotea Renata di Sinzendorf                  |  |  |       |  |  |                                               |  |  |                                               |  |
| Augusta di Reuss-Ebersdorf                      |                                 | Sofia Teodora di Castell-Remlingen          |                                               |  |  |       |  |  |                                               |  |  |                                               |  |
|                                                 |                                 | Giorgio Augusto di Erbach-Schönberg         | Giorgio Alberto II di Erbach-Fürstenau        |  |  |       |  |  |                                               |  |  |                                               |  |
|                                                 |                                 | Giorgio Augusto di Erbach-Schönberg         | Giorgio Alberto II di Erbach-Fürstenau        |  |  |       |  |  |                                               |  |  |                                               |  |
|                                                 |                                 | Giorgio Augusto di Erbach-Schönberg         | Anna Dorotea Cristina di Hohenlohe-Waldenburg |  |  |       |  |  |                                               |  |  |                                               |  |
| Carolina Ernestina di Erbach-Schönberg          |                                 | Giorgio Augusto di Erbach-Schönberg         |                                               |  |  |       |  |  |                                               |  |  |                                               |  |
|                                                 |                                 | Ferdinanda Enrichetta di Stolberg-Gedern    | Ludovico Cristiano di Stolberg-Gedern         |  |  |       |  |  |                                               |  |  |                                               |  |
|                                                 |                                 | Ferdinanda Enrichetta di Stolberg-Gedern    | Ludovico Cristiano di Stolberg-Gedern         |  |  |       |  |  |                                               |  |  |                                               |  |
|                                                 |                                 | Ferdinanda Enrichetta di Stolberg-Gedern    | Cristina di Meclemburgo-Güstrow               |  |  |       |  |  |                                               |  |  |                                               |  |
|                                                 |                                 | Ferdinanda Enrichetta di Stolberg-Gedern    |                                               |  |  |       |  |  |                                               |  |  |                                               |  |

### Ascendenza patrilineare
1. Dedi di Hassegau (?)
2. Teodorico I di Liesgau (+ 976)
3. Dedi I (+ 1009), conte di Merseburgo
4. Teodorico II di Wettin (989 ca.-1034), margravio della Bassa Lusazia
5. Thimo di Wettin, (1010 circa-1090/1091 o 1100 circa) conte di Wettin e Brehna
6. Corrado il Grande (1097 circa-1157), margravio di Meißen
7. Ottone II di Meißen (1125-1190), margravio di Meißen
8. Teodorico I di Meißen (1162-1221), margravio di Meißen
9. Enrico III di Meißen (1218-1288), margravio di Meißen e langravio di Turingia
10. Alberto II di Meißen (1240-1314), margravio di Meißen, langravio di Turingia e conte palatino di Sassonia
11. Federico I di Meißen (1257-1323), margravio di Meißen e langravio di Turingia
12. Federico II di Meißen (1310-1349), margravio di Meißen
13. Federico III di Meißen (1332-1381), langravio di Turingia e margravio di Meißen
14. Federico I di Sassonia (1370-1428), marchese di Meißen, langravio di Turingia e principe elettore di Sassonia
15. Federico II di Sassonia (1412-1464), principe elettore di Sassonia, marchese di Meißen e conte di Turingia
16. Ernesto di Sassonia (1441-1486), principe elettore di Sassonia
17. Giovanni di Sassonia (1468-1532), principe elettore di Sassonia
18. Giovanni Federico I, elettore di Sassonia (1503-1554)
19. Giovanni Guglielmo, duca di Sassonia-Weimar (1530 – 1573)
20. Giovanni di Sassonia-Weimar (1570-1605), duca di Sassonia-Weimar e di Jena
21. Ernesto I di Sassonia-Gotha-Altenburg (1601-1675), duca di Sassonia-Gotha e duca di Sassonia-Altenburg
22. Giovanni Ernesto di Sassonia-Coburgo-Saalfeld (1658 – 1729), duca di Sassonia-Coburgo-Saalfeld
23. Francesco Giosea, duca di Sassonia-Coburgo-Saalfeld (1697-1764)
24. Ernesto Federico, duca di Sassonia-Coburgo-Saalfeld (1724-1800)
25. Francesco, duca di Sassonia-Coburgo-Saalfeld (1750-1806)
26. Ernesto I (1790-1865), Duca di Sassonia-Coburgo-Gotha